# Park Cho-rong
Park Cho-rong (hangul: 박초롱; hanja: 朴초롱; rr: Bag Cho-rong; MR: Pak Ch'o-rŏng; Cheongju, 3 de março de 1991), mais frequentemente creditada na carreira musical apenas como Chorong (hangul: 초롱), é uma cantora e atriz sul-coreana. Realizou sua estreia no cenário musical em 2011 no grupo feminino Apink. No mesmo ano, iniciou sua carreira de atriz através de uma participação na série de televisão All My Love For You.

## Biografia
Chorong nasceu no dia 3 de março de 1991 em Cheongju, Província de Chungcheong do Norte, Coreia do Sul. Ela possui uma irmã mais velha e um irmã mais nova. Seu pai possui uma academia de Hapkido, por isso ela teve aulas de artes marciais desde seus oito anos. Ela treinou desde o primeiro ano do ensino primário até o terceiro ano do ensino médio, e possui faixa preta de terceiro grau. Ela freauentou a Byungsul Kindergarten, Bukang Elementary School, Bukang Middle High School e Choongbook High School.
Em 2009, Chorong realizou uma audição para a JYP Entertainment e chegou até a final, mas acabou sendo eliminada. Mais tarde, ela entrou para a Cube Entertainment e iniciou seu treinamento para sua estreia.

## Carreira
Chorong foi formalmente apresentada como a segunda integrante e líder do Apink. Antes da apresentação, ela havia estrelado o videoclipe Shock de Beast. Antes de sua estreia oficial, Chorong estrelou o reality show Apink News, juntamente com as outras seis integrantes do Apink. Bomi estreou com o Apink no programa musical M! Countdown, apresentando as canções I Do Not Know e Wishlist, ambas incluídas no extended play de estreia do grupo, Seven Springs of Apink.
Chorong iniciou sua carreira na atuação em 2010, aparecendo no sitcom All My Love. Ela então fez uma aparição no drama Reply 1997 como a versão adolescente de Lee Il-hwa, a mãe da personagem principal Sung Shi-won (interpretado por Eunji). Chorong teve seu primeiro papel principal na comédia romântica Plus Nine Boys como Han Soo-ah, uma menina popular mas misteriosa do ensino médio; um oposto personagem para da Yook Sung-jae. Em 2017, ela estrelou no drama do Naver, Special Law of Romance, junto com Kim Min-kyu e Hyuk do VIXX.

## Composições
Dentre todas as integrantes do Apink, Chorong possui mais experiência como compositora. Ela iniciou suas composições com a canção April 19 para o primeiro aniversário do Apink. De acordo com Chorong, ela escreveu April 19 enquanto pensava nos fãs e nas primeiras apresentações do grupo.

### Canções compostas por Chorong
| Ano  | Canção       | Álbum           | Notas                                                                                                 |
| ---- | ------------ | --------------- | --- |
| 2012 | "April 19"   | Une Année       | Música por Kim Jin-hwan; Inicialmente lançado como um fansong para o primeiro aniversário da estreia. |
| 2014 | "Love Story" | Pink Blossom    | Música por Kim Jin-hwan                                                                               |
| 2014 | "So Long"    | Pink Blossom    | Música por Master Key                                                                                 |
| 2014 | "Wanna Be"   | Pink Luv        | Música por Son Young-jin e Big Sancho                                                                 |
| 2015 | "Deja Vu"    | Pink Memory     | Música por Choi Yong-chan                                                                             |
| 2016 | "The Wave"   | Pink Revolution | Música por Kim Jin-hwan; Inicialmente lançado como um fansong para o primeiro aniversário da estreia. |
| 2016 | "To. Us"     | Pink Revolution | Música por Kim Jin-hwan                                                                               |
| 2016 | "Cliche"     | Dear            | Co-escrito por Naeun                                                                                  |
| 2017 | "Eyes"       | Pink Up         | Música por Command Freaks, Sophiya, Shikata                                                           |

## Filmografia

### Dramas
| Ano  | Título                 | Papel                                   | Emissora      |
| ---- | ---------------------- | --------------------------------------- | ------------- |
| 2010 | All My Love            | Cho-rong (Episódios 125–210)            | MBC           |
| 2012 | Reply 1997             | Lee Il-hwa (versão jovem no Episódio 9) | TVN           |
| 2014 | Plus Nine Boys         | Han Soo-ah / Bong-sook                  | TVN           |
| 2017 | Special Law of Romance | Seo Ji-hye                              | Naver TV Cast |

### Reality shows
| Ano  | Titulo                         | Emissora     | Papel            |
| ---- | ------------------------------ | ------------ | ---------------- |
| 2017 | One Night Food Trip (Season 2) | O'live & TVN | Membro do elenco |